# آگاچائول
آگاچائول (به لاتین: Agachaul) یک منطقهٔ مسکونی در روسیه است که در شهرستان قره‌بودوخ‌کنتسکی واقع شده‌است.